# Tetrablemma extorre
Tetrablemma extorre är en spindelart som beskrevs av Shear 1978. Tetrablemma extorre ingår i släktet Tetrablemma och familjen Tetrablemmidae. Inga underarter finns listade i Catalogue of Life.